# 1969 في أستراليا
فيما يلي قوائم الأحداث التي وقعت خلال عام 1969 في أستراليا.

## أحداث
- 2 فبراير – جائزة أستراليا الكبرى 1969

## سياسة

### تعيين في المنصب
- 7 يونيو – دايفيد كينيدي عضو مجلس النواب الأسترالي.

### انتهاء فترة المنصب
- 25 أكتوبر – أندرو جونز عضو مجلس النواب الأسترالي.

## مواليد

### يناير
- 6 يناير – بول ريس لاعب كرة سلة أسترالي.
- 19 يناير – لوك لونغلي لاعب كرة سلة أسترالي.

### فبراير
- 24 فبراير – بول يونغ متسابق دراجات نارية أسترالي.

### مارس
- 6 مارس – نيكولاس روجرز ممثل أسترالي.
- 10 مارس – روجر رشيد لاعب كرة مضرب أسترالي.
- 18 مارس – أندري ليمانيس مدرب كرة سلة أسترالي.
- 30 مارس – تروي بايليس

### أبريل
- 1 أبريل – أندرو فلاهوف لاعب كرة سلة أسترالي.
- 3 أبريل – بن مندلسون ممثل أسترالي.
- 13 أبريل – ستيفن مكجليدي درّاج طريق أسترالي.

### مايو
- 6 مايو – ميشيل جاجارد لاي لاعبة كرة مضرب أسترالية.
- 14 مايو – كيت بلانشيت ممثلة أسترالية.
- 29 مايو – بيتر بلازينسيك لاعب كرة قدم أسترالي.

### يوليو
- 17 يوليو – جيسون كلارك ممثل أسترالي.
- 30 يوليو – سايمون بيكر

### أغسطس
- 15 أغسطس – برنارد فانينغ
- 21 أغسطس – ناثان جونز

### سبتمبر
- 13 سبتمبر – شين وارن لاعب كركيت أسترالي.
- 22 سبتمبر – نيكول برادتكه لاعبة كرة مضرب أسترالية.

### أكتوبر
- 21 أكتوبر – شين بار لاعب كرة مضرب أسترالي.

### ديسمبر
- 22 ديسمبر – سكوت مكجروري دراج أسترالي.